# Constitution russe de 1978
Constitution de 1937 (URSS) Constitution de 1993 (fédération de Russie)
La Constitution russe de 1978 est la quatrième constitution de la république socialiste fédérative soviétique de Russie (RSFSR).
Adoptée lors de la VIIe session du Soviet suprême de la RSFS de Russie le 12 avril 1978 et mise en vigueur le jour même, elle remplace la Constitution de 1937. Elle a pour but de se conformer à la Constitution soviétique de 1977, dans le cadre d'un processus global visant à harmoniser les constitutions des républiques soviétiques.

## Crise constitutionnelle de 1993
À la suite de la dislocation de l'URSS, la constitution de 1978 devient obsolète et est prise pour cible par le président Boris Eltsine dans son discours télévisé du 20 mars 1993. En désaccord, le Congrès des députés du peuple de Russie vote une tentative de destitution du président en exercice.
Cette crise a finalement conduit à l'adoption d'une nouvelle constitution en 1993, qui a renforcé les pouvoirs présidentiels et établi un système parlementaire bicaméral.